# Storia di Parabiago

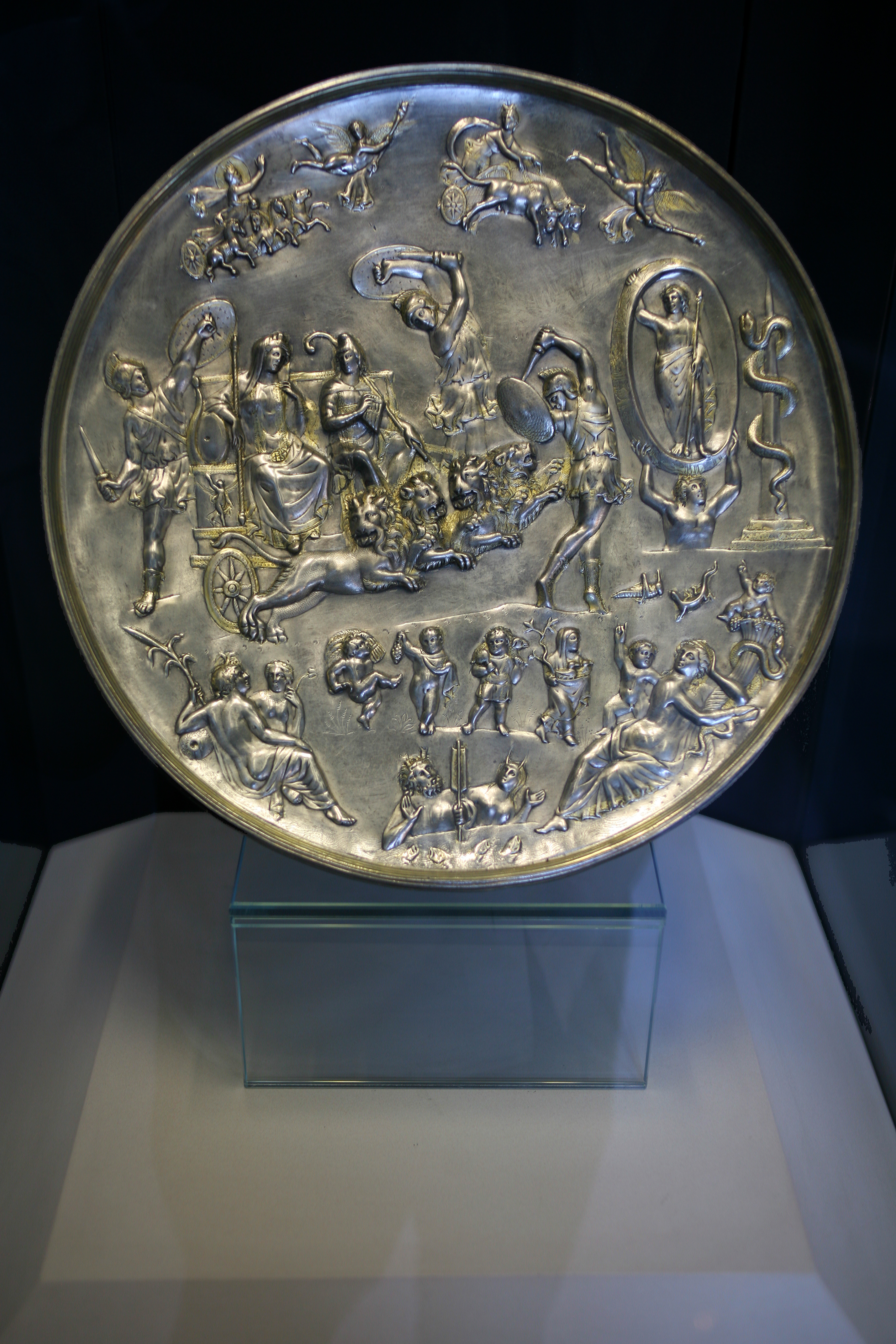
La patera di Parabiago, che è risalente al IV secolo e che è il principale reperto archeologico della cittadina. È conservata presso il Civico museo archeologico di Milano

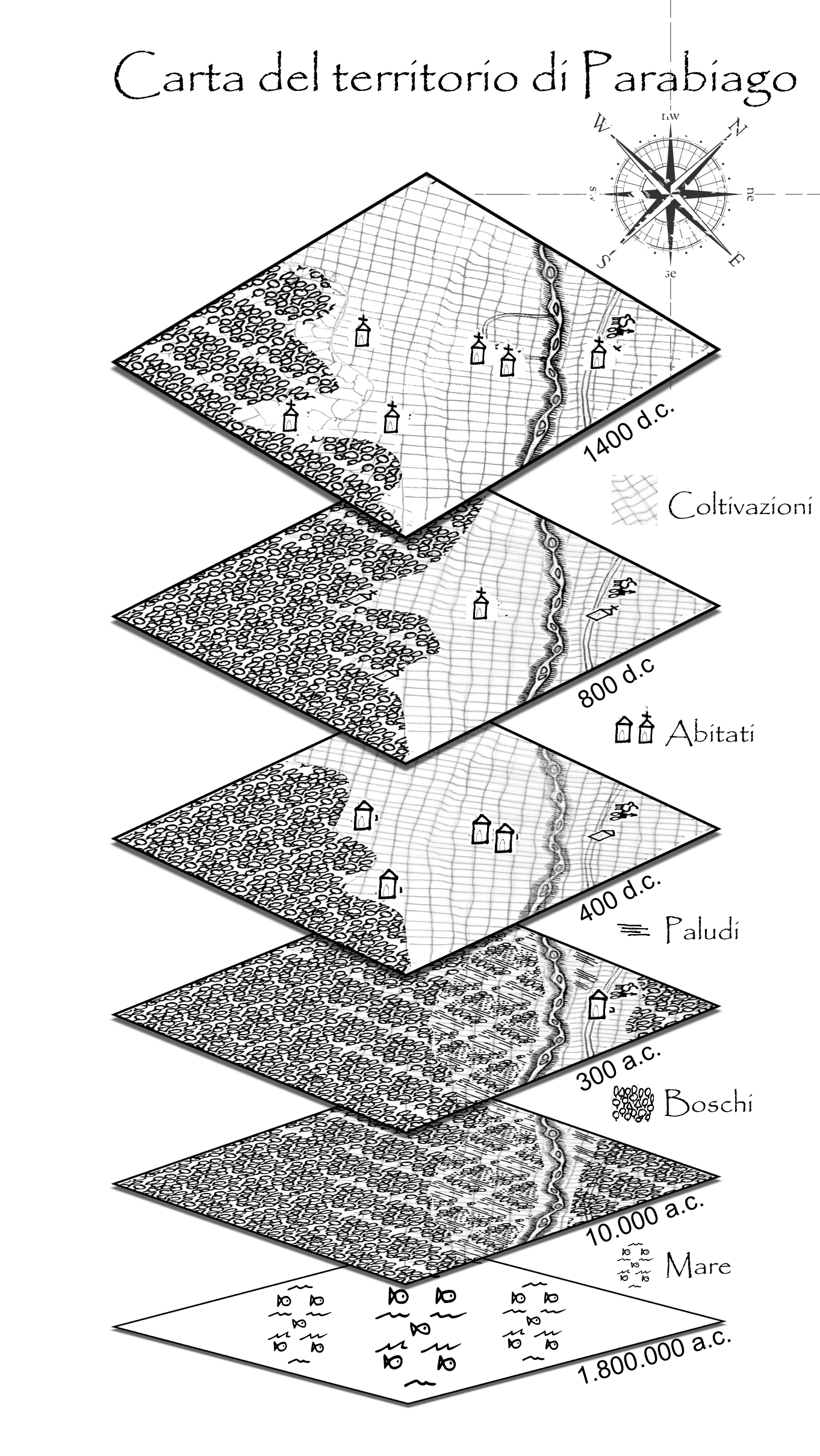
Linea del tempo delle modifiche territoriali di Parabiago

La storia di Parabiago ha probabilmente inizio ai tempi della cultura di Canegrate (XIII secolo a.C.).
L'etimologia è probabilmente da attribuirsi all'era preistorica o protostorica, infatti pare derivi da una parola composita, para-blacum, para-blacus o para-llacus, con il significato di "vicino a terreni ammollati (o paludi)" e farebbe pensare al sorgere di alcune palafitte in prossimità dell'Olona.

## Antichità
La città di Parabiago ha origini antichissime: al primo insediamento probabilmente palafitticolo della cultura di Canegrate (XIII secolo a.C.), si sovrapposero nel IV secolo a.C. genti celtiche di stirpe insubre.
Successivamente l'abitato si è sviluppato attraverso la civiltà latina, soprattutto durante la dominazione dell'Impero romano (I secolo a.C. - V secolo d.C.), come documentano vari ritrovamenti archeologici di piccoli oggetti dell'epoca, tra i quali spicca la famosa Patera di Parabiago, uno splendido piatto d'argento lavorato a sbalzo e che probabilmente ricopriva un'urna cineraria. Durante la dominazione romana vennero attuate bonifiche e disboscamenti, atti a favorire l'agricoltura.

## Medioevo

### Alto medioevo
Durante i secoli VI e VII, l'attuale cittadina fu capoluogo di una contea o contado autonomo, ma non è ben chiaro se il Comitatus Parabiagi corrispondesse alla Burgaria o se fosse a sé stante, poiché i cronisti, nella descrizione dei confini della Burgaria, citavano la cittadina come punto tra la suddetta ed il Seprio; quel che è certo è che fu retta dai conti Sambonifacio, famiglia franca di origini veronesi
Fu un centro talmente importante da spingere, nel corso del VII secolo, la regina longobarda Teodolinda a donarvi un piccolo corso d'acqua artificiale chiamato Riale o nel linguaggio locale Röngia, il quale attingeva le acque dal fiume Olona e scorreva all'interno del borgo: tale ruscello sopravvisse nei secoli, fino al 1928, anno in cui fu interrato definitivamente.
È sicuro che il borgo fu capopieve durante tutto il medioevo, da essa dipendevano Canegrate (all'epoca ricordata come Canagra), Cantalupo (Catalouo), Cerro con San Vittore (San Victore), Casorezzo (Casorezo), Arluno e Uboldo (o Ugobaldo).

### Basso medioevo

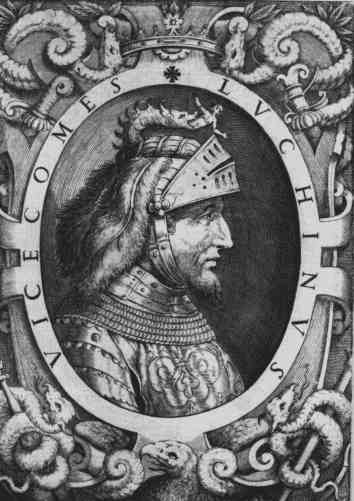
Luchino Visconti "eroe" della Battaglia di Parabiago.

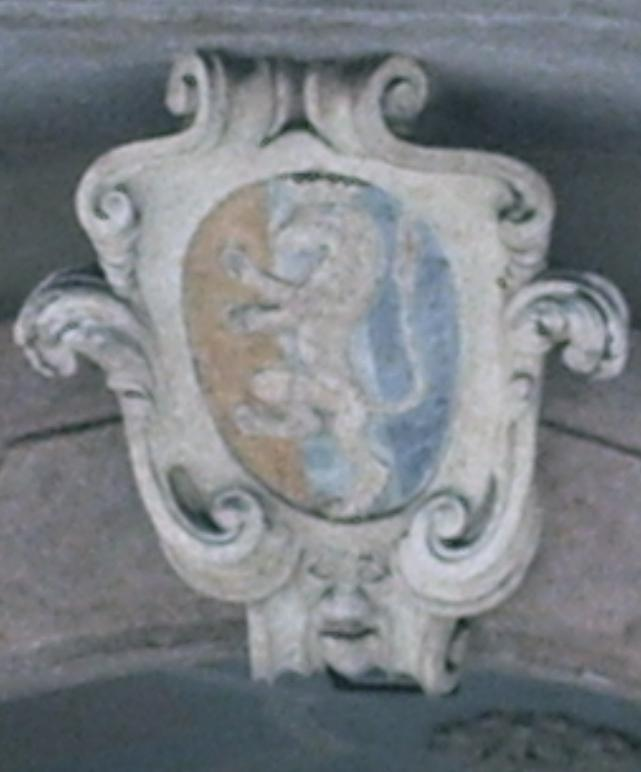
Stemma della famiglia Maggi (XVI-XVII sec.) sovrastante il portone principale di Villa Maggi-Corvini.

Anche durante il basso Medioevo Parabiago fu un centro attivo e protagonista delle vicende lombarde.
Tra i giorni 28 e 29 agosto del 1257 avvenne la tregua di Parabiago, premessa di un trattato di pace (pace di Sant'Ambrogio - 4 agosto 1258), che pose fine al rischio di una guerra civile all'interno del comune di Milano tra classe nobiliare e popolo.
Ma evento ancor più importante avvenne il 21 febbraio 1339, la fatidica battaglia di Parabiago, combattuta tra le truppe milanesi di Azzone e lo zio Luchino Visconti, e la Compagnia di San Giorgio, composta da mercenari elvetici e guidata da Lodrisio, fratello di Luchino, per il dominio della Signoria di Milano e risolta secondo la leggenda dall'intervento miracoloso di Sant'Ambrogio a favore delle truppe "meneghine".
In quest'era i conti di Parabiago, o forse anche della Burgaria, furono uno dei più antichi rami della potente famiglia nobiliare milanese dei Crivelli, i Crivelli de Parabiaco, come venivano ricordati all'epoca, essi erano diretti discendenti dei Sambonifacio.

### Epoca rinascimentale
Nel corso del XV secolo si svilupparono la coltivazione del gelso e l'allevamento del baco da seta.
Durante i secoli successivi Parabiago ebbe una lenta decadenza, difatti subisce ben due saccheggi: nel 1449 ad opera di Francesco Sforza, durante la guerra contro l'Aurea Repubblica Ambrosiana; nel 1527 per mano borbonica, le cui truppe occuparonono il Ducato di Milano, per poi discendere verso Fiorenzuola d'Arda, dove si ricongiungeranno con il lanzichenecchi. Oltre a due epidemie (nel 1529 e nel 1540).

## Epoca Moderna

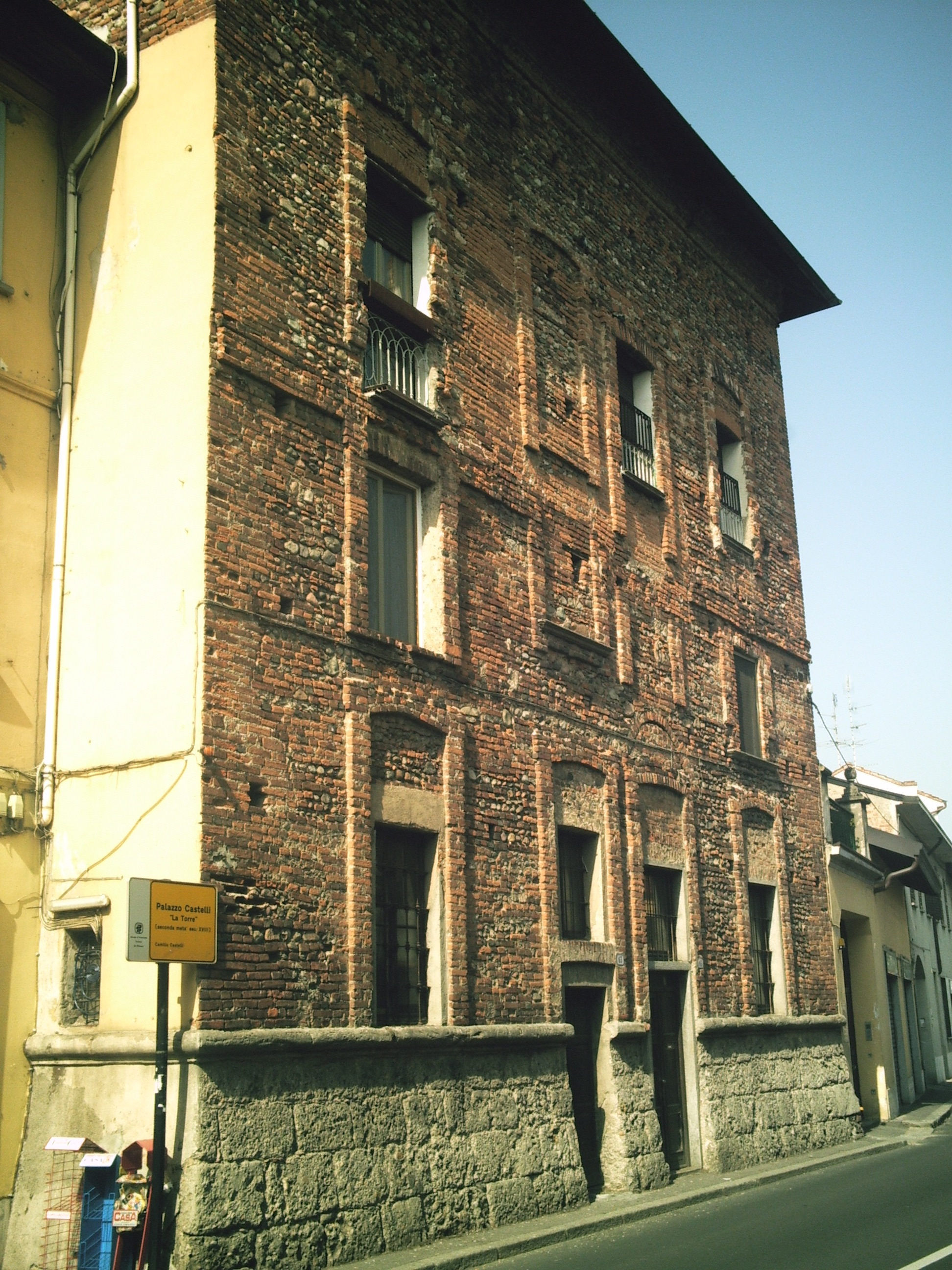
Un lato dell'incompiuto Palazzo Castelli, detto anche "La Torre".

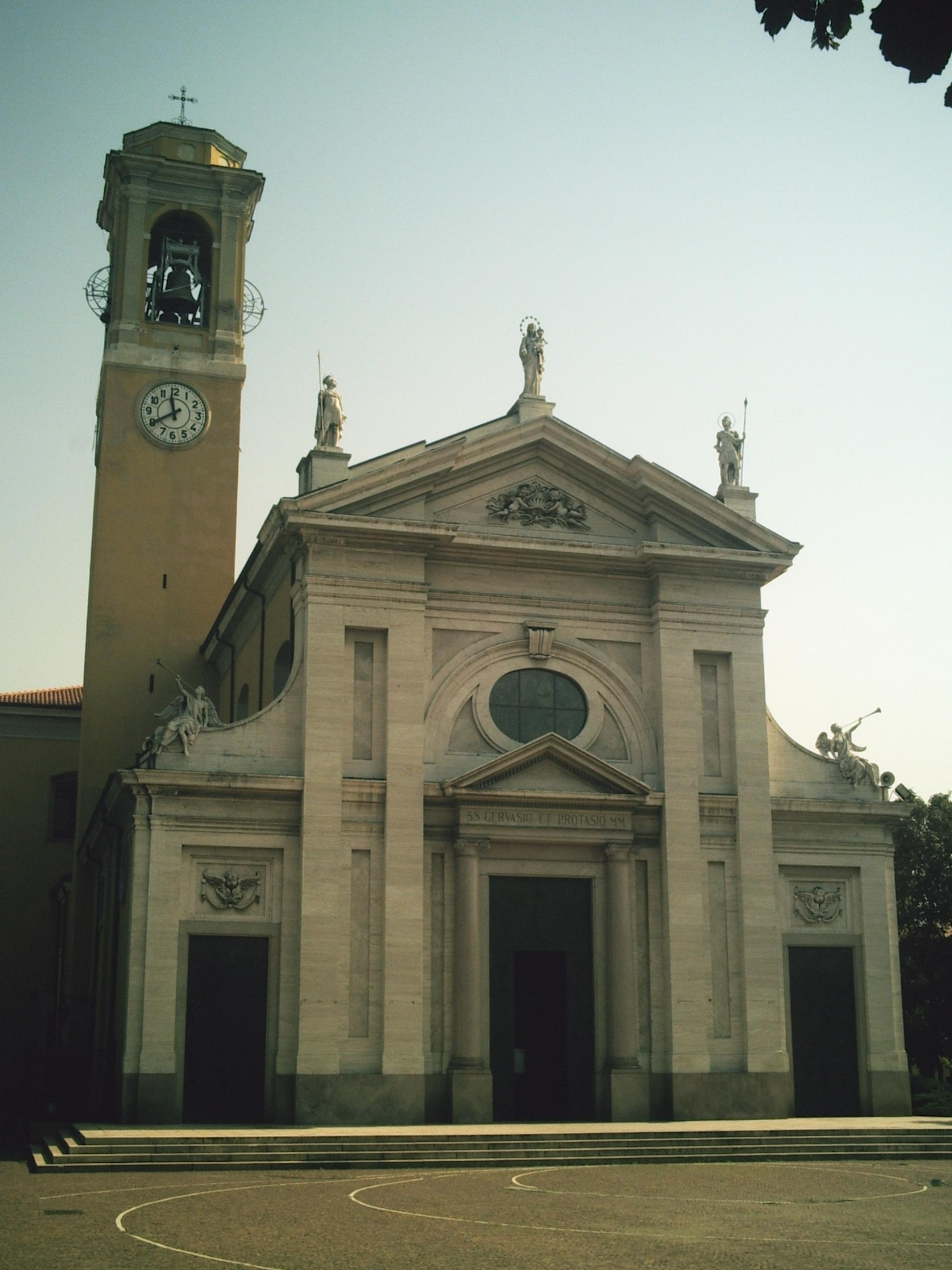
Facciata della chiesa dei Santi Gervasio e Protasio, opera dell'architetto Giuseppe Piermarini.

### Tra il '500 ed il '600
Nel 1582 Carlo Borromeo abolisce la pieve di Parabiago, declassandola a parrocchia all'interno della pieve di Legnano; all'inizio del '600 l'influenza parrocchiale di Parabiago perdette ancora forza, difatti nel 1625 Villastanza divenne parrocchia indipendente, distaccandosi dal capoluogo.
Unica nota storica rilevante del XVII secolo, epoca di dominazione spagnola sul milanese, fu la decisione del governatore di Milano Bernardo Fernandez de Velasco, di infeudare tutti i territori del Ducato, che ancora non erano stati assegnati, decisione annunciata il 12 febbraio 1647: lo scopo era quello di ricevere nuove entrate fiscali, per mantenere l'esercito spagnolo nella guerra dei trent'anni. Così il 26 settembre del 1658, il marchese Camillo Castelli acquistò per sé e per la sua discendenza il Feudo di Parabiago, contro la somma di lire 8800; egli fece edificare il Palazzo Castelli (incompiuto), che popolarmente viene ancora chiamato la Torre. La famiglia Castelli rimase feudataria in loco per più di un secolo, cioè fino al 20 aprile 1783, data in cui morì l'ultimo discendente di Camillo, il cardinale Giuseppe Castelli.
Intanto nel 1668 un gruppo di Monaci Cistercensi si insediano presso il monastero di Sant'Ambrogio della Vittoria.

### Il Settecento

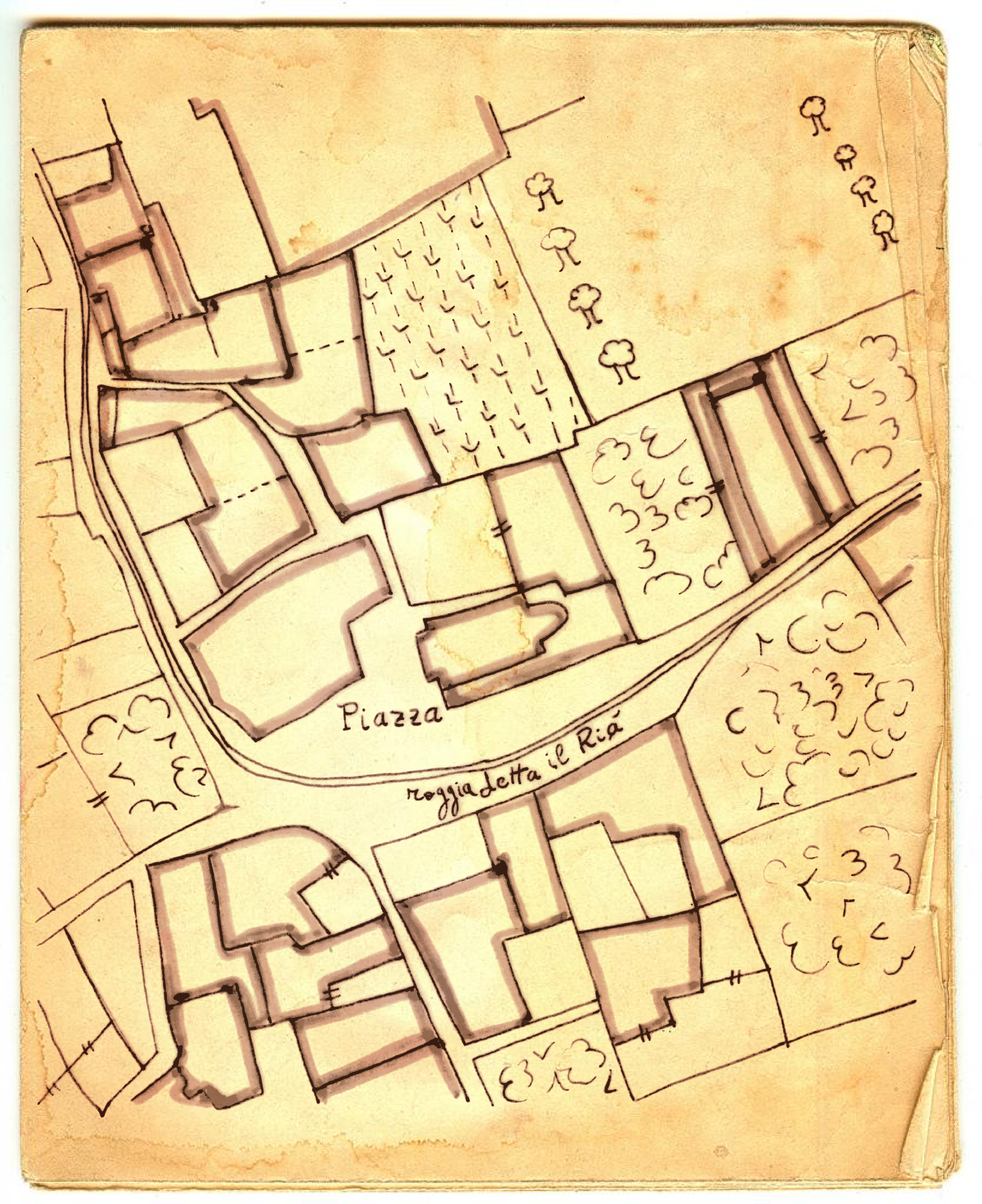
Parabiago centro nel 1723 secondo il catasto teresiano

Un ulteriore sviluppo per Parabiago, ha avuto luogo durante il Settecento austriaco.
Nel marzo dell'anno 1700 Don Claudio Cavalleri e suo fratello Filippo fondano il Collegio Cavalleri, rinomata scuola rivolta ai figli delle famiglie nobili milanesi.
Nel 1708 la principessa Elisabetta Cristina di Brunswick, promessa sposa del re di Spagna Carlo III d'Asburgo-Borbone, è per qualche giorno ospite dei Monaci Cistercensi di S. Ambrogio della Vittoria; l'intero paese è in festa per questo evento.
In questo periodo si ricorda la nascita di un importante artista a livello internazionale, Giuseppe Maggiolini, ricordato come "maestro d'intarsio": fu infatti un grande mobiliere e a livello mondiale il principale ebanista neoclassico; grazie alle sue conoscenze in campo artistico, giunge a Parabiago l'architetto Giuseppe Piermarini, che tra il 1780 ed il 1781, in occasione di un importante ampliamento della chiesa dei Santi Gervasio e Protasio, ne disegna la facciata.
Sempre durante questo secolo fu visitato varie volte dall'imperatrice Maria Teresa d'Austria e dall'arciduca Ferdinando.
Fu a cavallo tra i secoli '700 e '800, che il medico parabiaghese Giuseppe Giannini operò sul campo e scrisse saggi di medicina.
Unica nota dolente del secolo avviene nel 1798: a causa della Rivoluzione francese, l'Ordine cistercense viene soppresso, quindi il monastero di Sant'Ambrogio della Vittoria chiude.
Tra il 1600 ed il 1900, le famiglie nobili residenti in Parabiago, oltre ai già citati Castelli, furono i Maggi che edificarono l'attuale Villa Maggi-Corvini, i Corvini che la acquistarono nel 1899, i marchesi Moriggia che nel XVII secolo risiedevano in via Sant'Ambrogio (Villa Moriggia attualmente non esiste più), i conti Giulini che nel 1800 edificarono il loro Palazzo in via Santa Maria (ora scomparso) ed aprirono una filanda di breve durata.

## Tra l'Ottocento ed il 1945

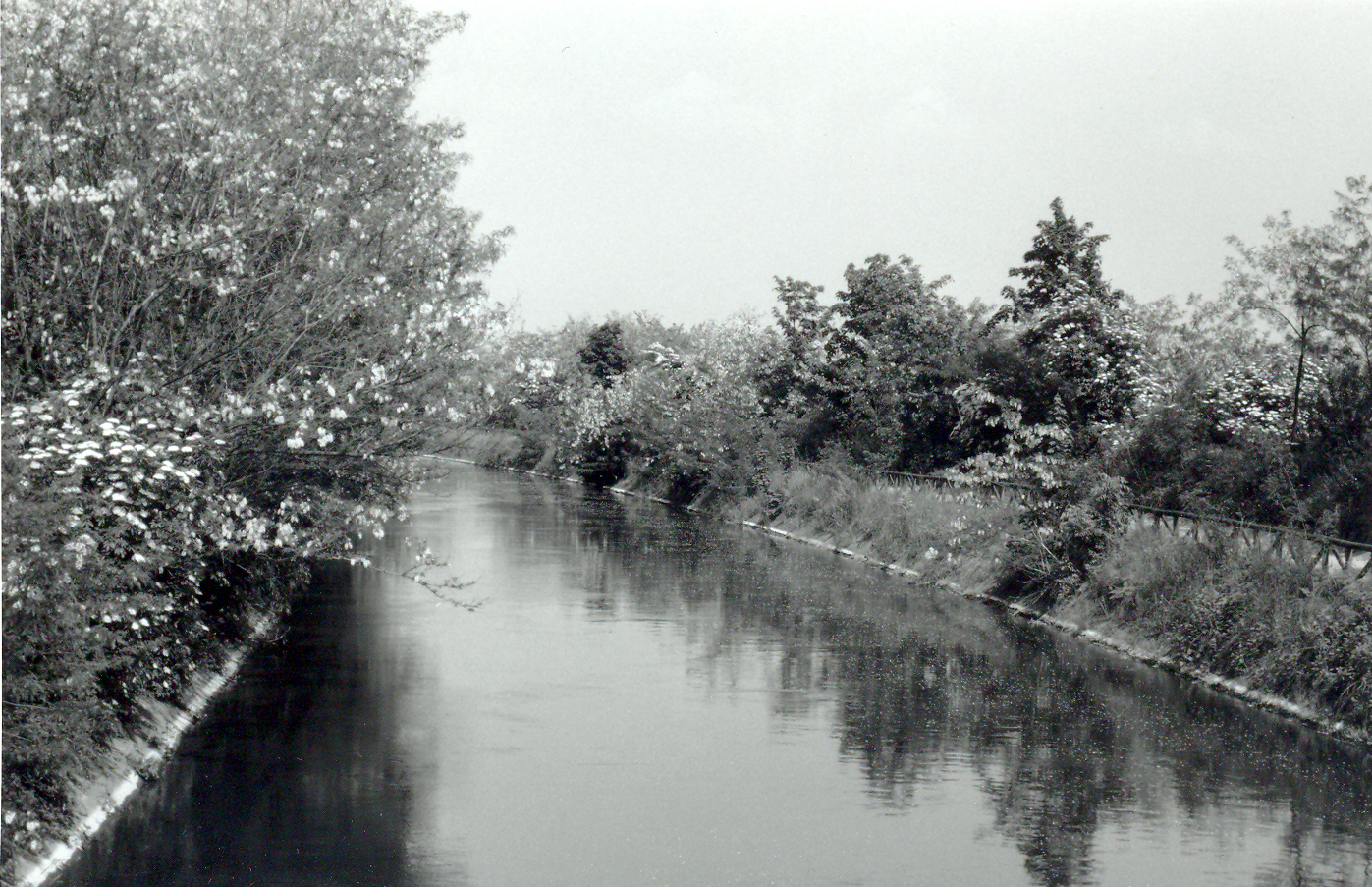
Uno scorcio del canale Villoresi presso Villastanza.

### Il XIX secolo
Nel 1845 viene restaurata la pieve di Parabiago, dalla quale dipendevano ancora gli stessi territori del medioevo, con l'aggiunta di San Giorgio; era parte del Vicariato del Seprio inferiore, insieme alle Pievi di Gallarate, Appiano, Angera, Corbetta, Somma, Dairago, Olgiate e Nerviano.
Lungo tutto l'arco del secondo ottocento vi si gettarono le basi alla futura industrializzazione, soprattutto nei campi cotoniero e tessile: il processo partì dal campo agricolo, dove le coltivazioni di cereali e viti furono definitivamente sostituite dal gelso e dall'allevamento dei bachi da seta.
A cavallo tra i secoli XIX e XX l'industrializzazione ebbe una sterzata importante, facendo divenire Parabiago una cittadina industriale per il resto del novecento; gli imprenditori artefici della "Rivoluzione industriale parabiaghese" furono Felice Gajo, ideatore dell'Unione Manifatture di Parabiago, e Paolo Castelnuovo, che nel 1899 fondò la prima fabbrica di scarpe (da donna) della finora cosiddetta Città della calzatura: ancora negli anni '90, infatti, circa il 70% della produzione industriale era rivolta in quel campo, che oggi però versa in una crisi di settore.
A fianco dell'incremento industriale nacquero due nuove realtà lombarde: nel 1860 fu attivata la linea ferroviaria Milano-Gallarate; nel 1884 venne inaugurato il Canale Villoresi.
Nel frattempo però, la storicamente gloriosa istituzione e l'attività del Collegio Cavalleri risultano essere obsolete, quindi nell'anno 1857 viene soppresso.
Il 29 ottobre 1898 San Lorenzo diventa Parrocchia autonoma.

### La prima metà del XX secolo

Libero Ferrario con la maglia iridata di Campione del Mondo.

Durante le due guerre mondiali, Parabiago fu avamposto militare di minor importanza: nella prima guerra mondiale sorse un piccolo accampamento militare delle truppe reali, sito nell'attuale zona tra il centro ed il confine con Canegrate, che dal dopoguerra si tramutò in abitazioni, fino al sorgervi di una corte chiamata ancora oggi l'accampamento (in insubre l'accampamënt); nella seconda guerra mondiale, e precisamente durante l'epoca della Repubblica di Salò, ebbe luogo un passaggio con sosta temporanea di qualche giorno dell'esercito del terzo Reich che, sfruttando la ferrovia, si dirigeva a Milano.
Intanto il 25 agosto del 1923 un parabiaghese di nome Libero Ferrario, vince a Zurigo la terza edizione dei Campionati del mondo di ciclismo su strada per la categoria Dilettanti; nel 1928 viene definitivamente interrato l'antico Riale, di origini longobarde, che per più di 1200 anni ha portato l'acqua potabile del fiume Olona nel centro del paese; durante l'epoca fascista scomparvero la bachicoltura e la coltivazione del gelso, ritenute ormai obsolete.
In data 2 dicembre 1940, il Decreto Reale numero 1858 autorizza il Comune di Parabiago a mutare la denominazione della frazione Tiracoda in Villapia.

## Dal secondo dopoguerra ad oggi

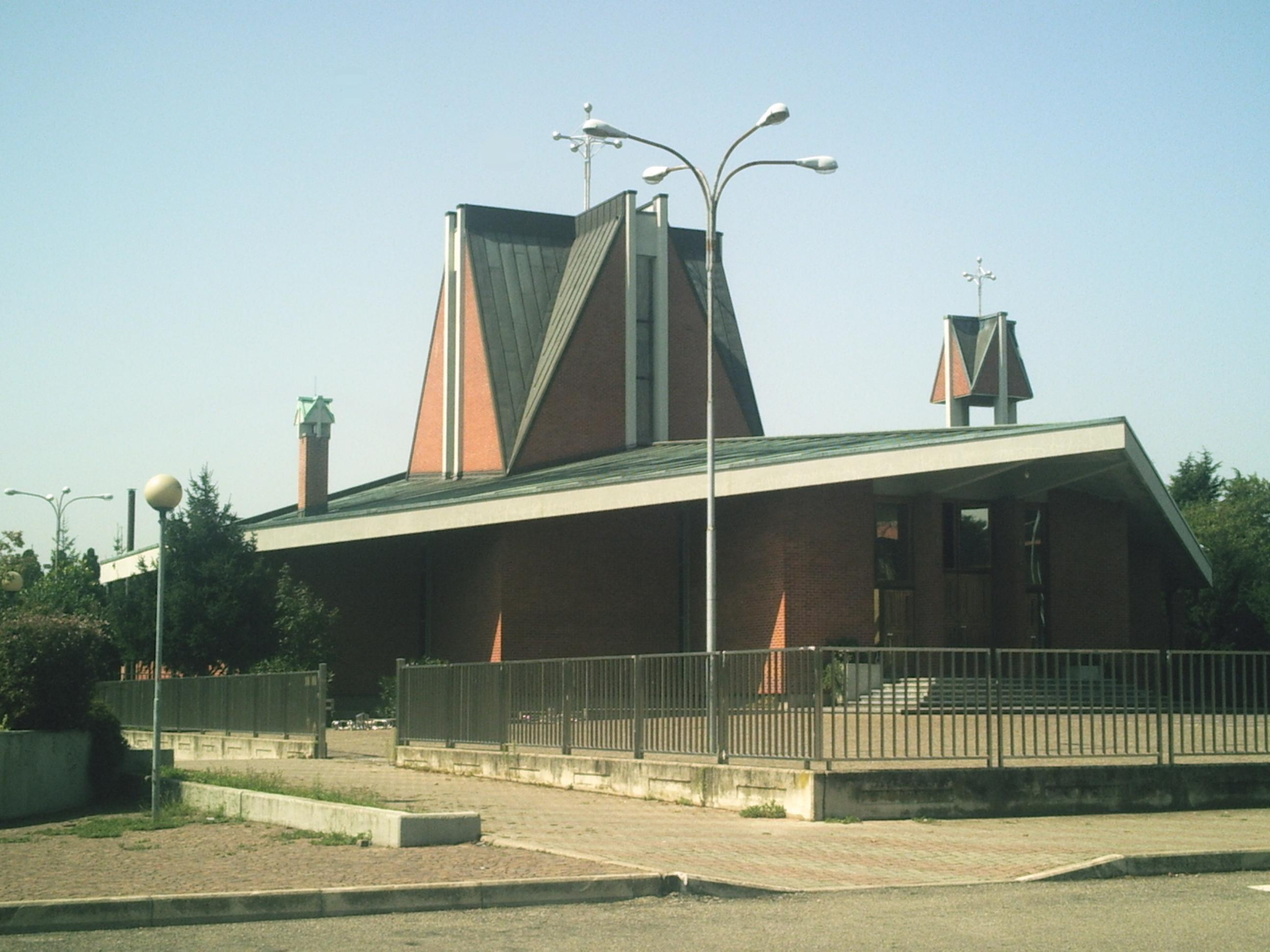
Facciata della moderna Parrocchia di Ravello.

Durante gli anni sessanta anche a Parabiago avvengono il boom economico e demografico: l'industrializzazione prende il sopravvento, i piccoli calzaturieri artigianali si tramutarono in industrie (Fratelli Rossetti e ReDe), anche di medie e grandi proporzioni, sorgono grandi stabilimenti metalmeccanici (Rancilio, Termozeta e MEP) e chimici (Icap-Sira) e, con l'immigrazione dal mezzogiorno, la cittadina cresce in popolazione; la zona oltreferrovia verso Ravello si amplia fino a creare una continuità urbanistca con la frazione, viene creata la Parrocchia autonoma di Ravello con sede nella nuova chiesa del quartiere in espansione.
È anche il periodo in cui lo sport parabiaghese per eccellenza, il ciclismo, raggiunge il suo apice: nel 1972 il 55º Giro d'Italia, grazie agli sponsores Rancilio e Termozeta, arriva in paese, la 15ª tappa con arrivo e partenza da Parabiago e dopo un turno di riposo, avviene la successiva partenza della 16ª tappa; nel 1982 Giuseppe Saronni è il secondo parabiaghese Campione del mondo di ciclismo su Strada, questa volta per la categoria professionisti.
Il boom demografico, attivo fino agli anni ottanta, raggiunge un importante risultato: il D.P.R. del 27 novembre 1985 porta al 26 ottobre del 1986, quando l'allora presidente del Consiglio Bettino Craxi giunge in visita con lo scopo di celebrare la cerimonia di "promozione" del comune e, con la simbolica consegna della pergamena al sindaco Renzo Fontana, sancisce la nomina di Parabiago a Città.
All'inizio degli anni novanta, nonostante il tentativo della maggioranza dei consiglieri comunali dei partiti DC - PSI - PRI di evitare ciò che si presagiva a proposito del rinnovo del Piano Regolatore Generale, anche la politica parabiaghese viene travolta dalla cosiddetta "tangentopoli", con l'arresto di alcuni protagonisti di spicco delle amministrazioni municipali anni ottanta.
In conseguenza di ciò si prospetta l'alternativa della Lega Nord che governa per due anni; dopo questa parentesi, la politica locale ritrova il riflesso di quella nazionale: nei decenni precedenti con il "dominio" della Democrazia Cristiana, dagli anni novanta in poi l'alternanza tra i due poli.
Durante l'anno 1991 venne istituito il Parco del Roccolo, riconosciuto nel 1994 dalla Regione Lombardia come parco locale d'interesse sovracomunale.

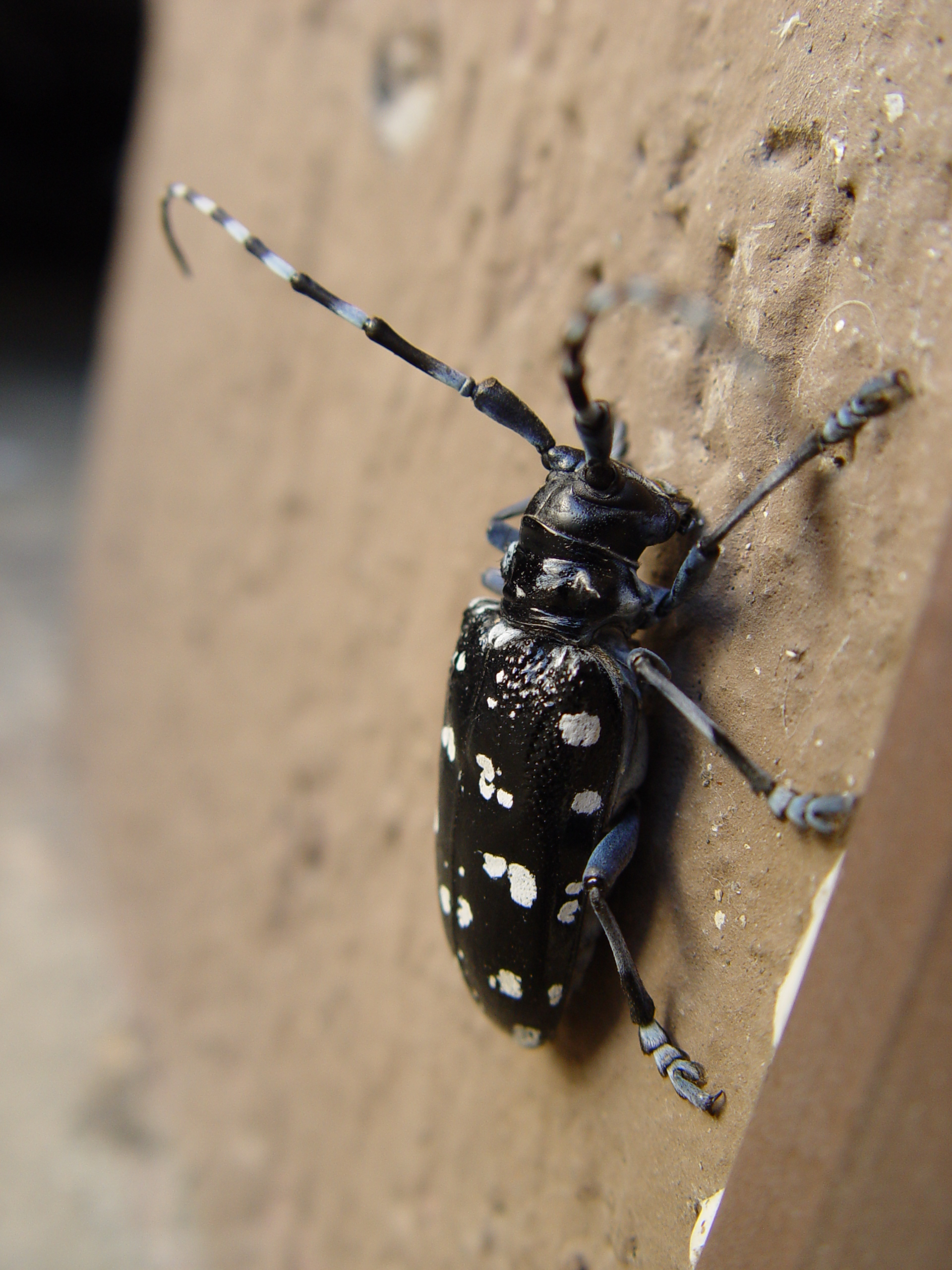
La Cerambice dalle lunghe antenne, impropriamente chiamata anche Tarlo asiatico, è un pericolo per l'ecosistema lombardo.

Nel frattempo circa il 70% della produzione industriale locale è rivolto nel campo calzaturiero, Parabiago è conosciuta in Italia e all'estero come la città della calzatura, Questo settore è costretto, nel primo decennio del XXI secolo, ad entrare in crisi, a causa della nuova ed economica concorrenza cinese.
L'anno 2000 è l'inizio di un periodo catastrofico per l'ecosistema di Parabiago e di tutto l'Altomilanese: all'interno del territorio comunale, viene avvistato per la prima volta in Italia ed in Europa un coleottero chiamato Anoplophora chinensis malasiaca (comunemente detta Cerambice dalle lunghe antenne o impropriamente Tarlo asiatico), originario dell'Estremo Oriente, introdotto per errore dal Giappone, che nel giro di qualche mese, ha provocato un grave disastro ecologico per la Regione Lombardia.
Le date del 15, 16 e 17 giugno 2007, riportano il nome della cittadina lombarda ai vertici dello sport mondiale: si svolgono i primi Campionati mondiali di handbike (ciclismo per diversamente abili)  della WHF (World Hancycling Federation), organizzati dal Gruppo Sportivo Rancilio; in città giungono circa 200 atleti diversamente abili di diverse nazionalità. Parabiago si dimostra ancora città reginetta del ciclismo e dei suoi derivati.
Il 20 marzo 2008 viene istituito, lungo le rive dell'Olona, il Parco dei Mulini, riconosciuto subito dalla Regione Lombardia come parco locale d'interesse sovracomunale.
Il 16 gennaio 2010 il sindaco di Parabiago Olindo Garavaglia ed il suo collega di Samobor (Croazia), firmarono nella cittadina balcanica il gemellaggio tra le due municipalità.

## Elenco dei sindaci di Parabiago
Sono qui elencati i sindaci della cittadina dall'unità d'Italia fino ai giorni d'oggi; tuttavia va ricordato prima dell'unità, circa intorno alla metà del XIX secolo, il lungo mandato durato ben 36 anni di Gaspare Crivelli, morto nel 1882 con il titolo di Cavaliere della Corona d'Italia.
| Periodo   | Nome                         | Carica                                       | Partito politico                |
| --------- | ---------------------------- | -------------------------------------------- | ------------------------------- |
| 1871-1874 | Giuseppe Annoni              | Sindaco                                      | -                               |
| 1875-1881 | Giorgio Giulini              | Sindaco                                      | -                               |
| 1882-1894 | Carlo Ferrario               | Sindaco                                      | -                               |
| 1895-1898 | Venanzio Corvini             | Sindaco                                      | -                               |
| 1899-1900 | Celestino Zerbi              | Sindaco                                      | -                               |
| 1900-1901 | Felice Gajo                  | Sindaco                                      | -                               |
| 1901-1902 | Cesare Annoni                | Sinadco                                      | -                               |
| 1903-1906 | Felice Gajo                  | Sindaco                                      | -                               |
| 1907-1920 | Andrea Moroni                | Sinadco                                      | -                               |
| 1920-1922 | Francesco Arzuffi            | Sindaco                                      | Partito Socialista Italiano     |
| 1923-1935 | Felice Gajo                  | Commissario prefettizio e podestà (dal 1927) | Partito Nazionale Fascista      |
| 1936-1941 | Gaetano Rapizzi              | Podestà                                      | Partito Nazionale Fascista      |
| 1941      | Umberto Vallerini            | Commissario prefettizio                      | Partito Nazionale Fascista      |
| 1941-1942 | Raffaele Lampugnani          | Podestà                                      | Partito Nazionale Fascista      |
| 1943-1944 | Emilio Lattuada              | Commissario prefettizio                      | Partito Nazionale Fascista      |
| 1944-1945 | Ercole Polla                 | Commissario prefettizio                      | -                               |
| 1945-1951 | Cornelio Zadra               | Sindaco                                      | Partito Socialista Italiano     |
| 1951-1956 | Ferruccio Selmi              | Sindaco                                      | Democrazia Cristiana            |
| 1956-1964 | Carlo Bernini                | Sindaco                                      | Democrazia Cristiana            |
| 1964-1970 | Dionigi Carlo Nebuloni       | Sindaco                                      | Democrazia Cristiana            |
| 1970-1975 | Arturo Volpi                 | Sindaco                                      | Democrazia Cristiana            |
| 1975-1992 | Renzo Fontana                | Sindaco                                      | Democrazia Cristiana            |
| 1992-1993 | ...                          | Commissario prefettizio                      | -                               |
| 1993-1995 | Alessandra Padoan            | Sindaco                                      | Lega Nord                       |
| 1995-1995 | ...                          | Commissario prefettizio                      | -                               |
| 1995-2000 | Marica Mereghetti            | Sindaco                                      | Lista Civica Per Parabiago      |
| 2000-2010 | Ing. Olindo Bruno Garavaglia | Sindaco                                      | Lista Civica Gente di Parabiago |
| 2010-2015 | Franco Borghi                | Sindaco                                      | Il Popolo della Libertà         |
| Dal 2015  | Raffaele Cucchi              | Sindaco                                      | Lega Nord                       |